# Franc Gomilšek
Franc Saleški Gomilšek, slovenski duhovnik, * 14. december 1872, Krčevina pri Ptuju, † 29. oktober 1943, Knežja vas.

## Življenje
Srednjo šolo je obiskoval na Ptuju in Gradcu. Vstopil je v mariborsko semenišče, 25. julija 1896 je bil v Mariboru posvečen v duhovnika. 
Deloval je kot kaplan pri Sv. Martinu v Velenju (1896–97), v Jarenini (1897–1901), pri Sv. Barbari v Vurberku (1901–03) in pri Sv. Benediktu (1903–06). Eno leto je bil provizor pri Sv. Barbari v Halozah, nato pa je prevzel župnijo Sv. Peter na Medvedovem selu. Od leta 1919 je bil župnik pri Sv. Benediktu v Slovenskih goricah. Od leta 1931 je bil tudi dekan šentlenartske dekanije.
29. julija 1941 so ga nemški vojaki aretirali in odpeljali v ptujske zapore, nato pa v Rajhenburg (Brestanica). 27. septembra so ga odpeljali na Hrvaško, v Slavonsko Požego, kjer je zbolel. Posrečilo se mu je vrniti v Ljubljansko pokrajino, kjer so ga sprejeli v stiškem cistercijanskem samostanu. Ko je izvedel za potrebo po duhovniku v Knežji vasi, se je naselil tam. 
Ob nemški ofenzivi 27. oktobra 1943 je dekan Gomilšek skušal skušal posredovati pri nemških vojakih. Naletel je na Hermanna  Görgerja, ki ga je prepoznal iz časa ptujskih zaporov, kar je bilo zanj usodno. Po izropanju njegovega stanovanja so ga odpeljali in ga 29. oktobra na cesti iz Dobrniča pri Rdečem Kalu dvesto metrov od prve hiše ustrelili. Pokopan je v Dobrniču.

## Vpliv
Zaradi njegovega društvenega delovanja in aktivnosti v prosveti so ga nekateri imenovali "štajerski Krek". Z njegovim prizadevanjem je bila leta 1900 ustanovljena Mladeniška zveza. Bil je goreč častilec Srca Jezusovega in Srca Marijinega, pisal je članke v Glasnik Srca Jezusovega, bil je vnet borec za slovenstvo ob severni meji in v slovenjegoriških krajih, pospeševalec slovenskega tiska, pobudnik in ustanovitelj mnogih verskih družb.
Verniki pri Sv. Benediktu v Slovenskih goricah so mu postavili spominsko ploščo ob vhodu v cerkev.  Njegovo ime je bilo na odstranjeni spominski plošči duhovnikom žrtvam fašizma na Brezjah.
Franc Gomilšek je eden od slovenskih kandidatov, za katere teče postopek za priznanje mučeništva zaradi vere.